# Gamme (musique)
Pour les articles homonymes, voir Gamme.

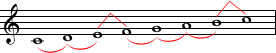
Gamme de do majeur

En musique, une gamme (appelée aussi parfois « échelle ») est un ensemble de sons, appelés degrés, formant le cadre dans lequel se forme une tonalité et se bâtit une œuvre musicale. Elle est caractérisée par les intervalles des degrés voisins, indépendamment de toute idée de tonalité et de tonique.
Une gamme est souvent associée à une culture, à une civilisation : il existe un grand nombre de gammes, selon les époques (de la Grèce antique à la musique contemporaine), les origines géographiques (par exemple : les échelles musicales des pays arabes, de l'Inde, de la Chine, les gammes pentatoniques présents dans de nombreux pays), ou encore celles imaginées de toutes pièces par des musiciens souhaitant rompre avec la tradition (gamme par tons par exemple). Certaines de ces gammes sont composées d'intervalles inférieurs au demi-ton, d'autres, au contraire, d'intervalles supérieurs au ton.
Dans la musique occidentale, le terme de gamme naturelle peut avoir deux significations différentes. D'une part il peut s'agir d'une échelle qui, en dépit de son nom, est tout aussi artificielle que les autres, et construite culturellement et non naturellement. Son appellation trompeuse s'explique alors par le fait que sa structure utilise un certain nombre de rapports de fréquence contenus dans les harmoniques du son, or seul ce dernier phénomène — qui, quant à lui, relève de l'acoustique — peut être considéré comme « naturel » et « universel ». D'autre part, il peut s'agit d'une gamme qui consiste en cinq tons entiers et deux demi-tons, telle qu'elle est produite sur les touches blanches du clavier, donc un synonyme de « gamme diatonique ».
L'échelle archétypique du système tonal — comme celle de la musique modale — est l'échelle diatonique, composée de tons et de demi-tons diatoniques. Dans ce système, l'échelle chromatique, composée exclusivement de demi-tons, doit être analysée comme une extension de l'échelle diatonique, les notes intermédiaires partageant chaque ton ne jouant qu'un rôle ornemental.

## Histoire
La hauteur des sons et leurs rapports sont mesurés depuis l'Antiquité : il a été remarqué que la hauteur du son émis par une corde vibrante ou un tuyau sonore dépendait directement de leur longueur. Il a depuis été démontré que la fréquence des sons émis par ces corps est en proportion inverse de ces longueurs, et par conséquent, les mathématiciens du passé avaient pu raisonner de façon correcte sur l'acoustique malgré leur méconnaissance de la théorie des phénomènes vibratoires et des ondes stationnaires.
Selon le principe de l'identité des octaves, l'octave étant reconnue comme l'intervalle sonore le plus simple, on le divise en intervalles plus petits, car il ne permet pas à lui seul de composer de la musique. Définir une gamme musicale, c'est donc définir une méthode pour diviser l'octave en intervalles sonores plus petits. Bien que le spectre des fréquences sonores soit continu dans l'intervalle d'octave, on n'utilise généralement pas des sons de fréquence totalement arbitraire, et ceci tant pour des raisons musicales que pour des raisons techniques liées aux instruments à sons fixes. Les instruments dits « à sons fixes » sont ceux qui ne peuvent émettre qu'un nombre limité de sons de hauteurs prédéterminées, et non des sons de hauteur arbitraire : tel que le piano (un son par touche) par opposition au violon.
Au XVIIe siècle, Marin Mersenne s'est intéressé à la musique et donne dans un de ses ouvrages les fréquences de l'époque.
Théoriquement, il pourrait exister une infinité de méthodes pour découper une octave en intervalles plus petits, mais le nombre d'intervalles doit être relativement faible, faute de quoi chacun d'entre eux est trop petit et les notes successives obtenues sont trop rapprochées pour être discernables par l'oreille. La « panoplie » d'intervalles choisis doit correspondre à des notes qui peuvent être combinées (c'est-à-dire jouées en même temps en harmonie) entre elles sans irriter l'auditeur : elles doivent être le plus souvent possible consonantes. Les intervalles doivent, sinon être rigoureusement identiques, du moins diviser l'octave de façon suffisamment régulière pour permettre la transposition.
Dans la musique occidentale, trois types de gammes particulières ont connu, avec leurs éventuelles variantes, un grand succès. Ce sont : l'accord pythagoricien (basé sur le cycle des quintes), les gammes « naturelles » (fondées sur des rapports de fréquences harmoniques), et la gamme tempérée à intervalles égaux. Elles constituent d'ailleurs entre elles des systèmes musicaux suffisamment voisins (soit 12 demi-tons par octave) pour permettre d'exécuter une œuvre musicale dans l'un quelconque de ces systèmes sans la déformer de façon trop sensible.

## Caractéristiques

### Archétype mélodique
Le plus souvent, c'est la composante mélodique qui prédomine dans le concept de gamme : celle-ci est donc considérée comme une succession de notes — l'usage est de donner une succession ascendante — et ce sont les intervalles mélodiques et conjoints qui sont pris en considération. Par exemple, dans la gamme de do majeur : do, ré, mi, fa, sol, la, si, do, ces intervalles sont (en demi-tons) : 2,2,1,2,2,2,1. Il y a Do (tonique), Ré (seconde), Mi (tierce), Fa (quarte), Sol (quinte), La (sixte), Si (septième) et à nouveau Do (tonique à l'octave).

### Environnement musical
Par abus de langage, le mot peut cependant être employé dans le sens d'un environnement musical, tenant compte, non seulement de la mélodie, mais aussi de l'harmonie. Par exemple, l'expression « gamme de do majeur » est fortement liée à « tonalité de do majeur ». Lorsque les degrés d'une échelle sont hiérarchisés, ce qui arrive fréquemment, ce sont les intervalles entre chaque note de la gamme et la note fondamentale — c'est-à-dire la tonique du système tonal, ou la finale du système modal — qui sont pris en considération.
Par exemple, dans la gamme majeure do, ré, mi, fa, sol, la, si, do ayant do pour tonique, ces intervalles sont respectivement : l'unisson, la seconde majeure, la tierce majeure, la quarte juste, la quinte juste, la sixte majeure, la septième majeure et l'octave juste.

### Échelle de fréquences
Que le mot soit pris dans un sens exclusivement mélodique ou dans un sens plus large d’« environnement musical », une gamme doit être accordée, c'est-à-dire qu'on doit choisir les fréquences des notes qui la constituent. La juste fréquence des différents degrés d'une gamme est une question délicate qui a trouvé des solutions différentes selon le type de musique, le tempérament employé, les instruments ou les époques.

## Musique tonale
Dans la musique occidentale, plus précisément dans le système tonal, une gamme est la succession ordonnée des différents degrés d'une tonalité. Ces degrés sont associés à un mode et généralement présentés de manière ascendante depuis la tonique, jusqu'à sa première répétition, c'est-à-dire jusqu'à l'octave de cette tonique.
Une gamme porte toujours le nom de la tonalité dont elle est issue, et par conséquent, de la tonique de cette tonalité. Exemple :
- la tonique do correspond à la tonalité et à la gamme de do ;
- la gamme de fa dièse correspond à la tonalité de fa dièse : toutes deux ont pour tonique fa  ;
- la tonalité de si bémol correspond à la gamme de si bémol : toutes deux ont pour tonique si .

Une gamme contient donc toujours le même nombre de sons que la tonalité correspondante, plus un, ceci bien sûr, afin de faire apparaître tous les intervalles conjoints de la gamme en question — c'est-à-dire les intervalles entre degrés voisins. Par exemple, la gamme heptatonique de do englobe au total huit sons — do, ré, mi, fa, sol, la, si et do.
Une gamme est une mélodie, c'est même l'archétype de toute mélodie. Or, une mélodie n'est pas une simple succession de notes, mais une succession d'intervalles mélodiques. Cependant, chaque note d'une mélodie est également déterminée par le degré sur lequel elle est placée. On peut donc dire que chaque degré d'une gamme — et donc, chaque note d'une mélodie — dépend à la fois de l'intervalle qui sépare ce degré du précédent, et de l'intervalle qui le sépare de la tonique.

### Gamme relative
Toute gamme majeure est associée à une gamme relative mineure dotée d'une armure commune. Les équivalences entre les gammes majeures et leurs relatives mineures sont données par le tableau suivant : 
Ce tableau comporte 15 colonnes, mais il n'y a en réalité que 12 gammes majeures distinctes (et 12 gammes mineures relatives correspondantes). En effet, dans un tempérament égal, les premières et dernières colonnes du tableau expriment la même gamme que respectivement la 13e colonne et la 3e. Le do bémol et le si désignent alors la même note, de même que do  et ré . Ces notes sont cependant différentes dans leur fonction, puisque n'appartenant à la même tonalité ("do bémol majeur" et "si majeur" ne s'emploient pas dans le même contexte ni avec le même effet) et même dans leur hauteur lorsqu'elles sont jouées par un instrument utilisant un tempérament non égal.